# Abies spectabilis
Abies spectabilis е вид ела от семейство Борови (Pinaceae). Видът е почти застрашен от изчезване.

## Разпространение
Разпространен е в Афганистан, Китай, Индия, Непал и Пакистан.